# Recycler (album)
Pour l’article homonyme, voir Recycler (groupe).
Albums de ZZ Top
Afterburner
(1985) Antenna
(1994)
Singles
1. Doubleback
Sortie : mai 1990
2. Concrete and Steel
Sortie : octobre 1990
3. My Head's in Mississippi
Sortie : octobre 1990
4. Give It Up
Sortie : décembre 1990
5. Decision or Collision
Sortie : mars 1991

Recycler est le 10e album studio de ZZ Top, célèbre groupe de rock américain. Il est sorti le 23 juin 1990 sur le label Warner Bros. Records et est produit par Bill Ham.
Il atteindra la 6e place du Billboard 200 américain, la 8e place des charts britanniques et la 1re place du hitparade suisse.

## Liste des titres
Toutes les chansons sont composées par Billy Gibbons, Dusty Hill & Frank Beard.
1. Concrete and Steel - 3:45
2. Lovething - 3:20
3. Penthouse Eyes - 3:49
4. Tell It - 4:39
5. My Head's in Mississippi - 4:25
6. Decision or Collision - 3:59
7. Give It Up - 3:24
8. 2000 Blues (Slow Blues Feel) - 4:37
9. Burger Man - 3:18
10. Doubleback - 3:53

## Formation
- Billy Gibbons – guitares, chant
- Dusty Hill – basse, claviers, chant
- Frank Beard – batterie, percussions

## Charts et certifications

### Album
Charts
| Pays                                 | Durée du classement | Meilleur classement | Date              |
| ------------------------------------ | ------------------- | ------------------- | ----------------- |
| Allemagne (GfK Entertainment)        | 44 semaines         | 4e                  | 12 novembre 1990  |
| Australie (ARIA Charts)              | 3 semaines          | 27e                 | 11 novembre 1990  |
| Autriche (Ö3 Austria Top 40)         | 8 semaines          | 15e                 | 11 novembre 1990  |
| Canada (RPM)                         | 32 semaines         | 14e                 | 22 décembre 1990  |
| États-Unis (Billboard 200)           | 37 semaines         | 6e                  | 17 novembre 1990  |
| France (SNEP)                        | 14 semaines         | 9e                  | 8 novembre 1990   |
| Norvège (VG-lista)                   | 8 semaines          | 2e                  | 29 octobre 1990   |
| Nouvelle-Zélande (RMNZ Albums Top40) | 10 semaines         | 23e                 | 4 novembre 1990   |
| Pays-Bas (MegaCharts)                | 6 semaines          | 65e                 | 1er décembre 1990 |
| Royaume-Uni (UK Albums Chart)        | 7 semaines          | 8e                  | 21 octobre 1990   |
| Suède (Sverigetopplistan)            | 9 semaines          | 2e                  | 24 octobre 1990   |
| Suisse (Schweizer Hitparade)         | 26 semaines         | 1er                 | 4 novembre 1990   |

Certifications
| Pays        | Certification | Ventes      | Date            |
| ----------- | ------------- | ----------- | --------------- |
| Allemagne   | Platine       | 500 000 +   | 2012            |
| Canada      | Platine       | 100 000 +   | 13 mars 1991    |
| États-Unis  | Platine       | 1 000 000 + | 8 décembre 1991 |
| Finlande    | Platine       | 65 520 +    | 1991            |
| France      | 2 × Or        | 200 000 +   | 17 octobre 2001 |
| Royaume-Uni | Argent        | 60 000 +    | 26 octobre 1990 |
| Suède       | Platine       | 60 000 +    | 1990            |
| Suisse      | Platine       | 50 000 +    | 1990            |

### Singles
| Single                   | Chart                    | Durée du classement | Position | Date             |
| ------------------------ | ------------------------ | ------------------- | -------- | ---------------- |
| Doubleback               | (Hot 100)                | 11 semaines         | 50e      | 23 juin 1990     |
| Doubleback               | (Mainstream Rock Tracks) | 13 semaines         | 1er      | 19 mai 1990      |
| Doubleback               | (Single Top 100)         | 10 semaines         | 33e      | 30 juillet 1990  |
| Doubleback               | (ARIA Charts)            | 5 semaines          | 41e      | 5 août 1990      |
| Doubleback               | (RPM Top Singles)        | 12 semaines         | 14e      | 7 juillet 1990   |
| Doubleback               | (RMNZ Singles Top40)     | 6 semaines          | 28e      | 15 juillet 1990  |
| Doubleback               | (UK Singles Chart)       | 6 semaines          | 29e      | 29 juillet 1990  |
| Doubleback               | (Sverigetopplistan)      | 4 semaines          | 9e       | 4 juillet 1990   |
| Doubleback               | (Schweizer Hitparade)    | 10 semaines         | 13e      | 5 août 1990      |
| Concrete and Steel       | (Mainstream Rock Tracks) | 9 semaines          | 1er      | 13 octobre 1990  |
| Concrete and Steel       | (RPM Top Singles)        | 12 semaines         | 35e      | 24 novembre 1990 |
| My Head's in Mississippi | (Mainstream Rock Tracks) | 17 semaines         | 1er      | 8 décembre 1990  |
| My Head's in Mississippi | (RPM Top Singles)        | 4 semaines          | 79e      | 15 décembre 1990 |
| My Head's in Mississippi | (UK Singles Chart)       | 5 semaines          | 37e      | 14 avril 1991    |
| Give It Up               | (Hot 100)                | 5 semaines          | 79e      | 23 février 1991  |
| Give It Up               | (Mainstream Rock Tracks) | 16 semaines         | 2e       | 26 janvier 1991  |
| Give It Up               | (Single Top 100)         | 6 semaines          | 69e      | 24 décembre 1990 |
| Give It Up               | (RPM Top Singles)        | 10 semaines         | 33e      | 9 mars 1991      |
| Decision or Collision    | (Mainstream Rock Tracks) | 8 semaines          | 14e      | 6 avril 1991     |